# Урил (село)
Ури́л — село в Архаринском районе Амурской области, административный центр Урильского сельсовета.
Основано в 1912 г. Топонимика: название с эвенкийского урэ — горка; урилэн — село; урилми — становиться стойбищем. Во время постоянных кочевок на данной реке эвенки останавливались на отдых всем стойбищем.

## География
Село Урил стоит на левом берегу реки Урил (левый приток Амура), по южной окраине села протекает река Тарманчукан.
Село Урил расположено к югу от автотрассы «Амур», расстояние — около 5 км.
Дорога к селу Урил идёт на восток от районного центра Архара по автотрассе «Амур», расстояние до Архары — около 45 км.
На восток от села Урил вдоль железной дороги идёт автодорога к селу Тарманчукан.

## Население
| 2002 | 2010 | 2012 | 2013 | 2014 | 2015 | 2016 |
| ---- | ---- | ---- | ---- | ---- | ---- | ---- |
| 176  | ↘149 | ↘133 | ↘126 | ↘115 | ↘109 | →109 |
| 2017 | 2018 |      |      |      |      |      |
| ↘99  | ↘90  |      |      |      |      |      |

## Инфраструктура
- Станция Урил Дальневосточной железной дороги, расположена в 40 км в восточном направлении от станции Архара.
- На перегоне Рачи — Урил построен Рачинский тоннель (см. Хинганские тоннели).